# Йоуханн Йоуханнссон
Йоуханн Гюннар Йоуханнссон (исл. Jóhann Gunnar Jóhannsson; 19 сентября 1969, Рейкьявик — 9 февраля 2018, Берлин) — исландский композитор и музыкальный продюсер. Более известен как кинокомпозитор, автор музыки к фильмам Дени Вильнёва, а также к биографической драме «Вселенная Стивена Хокинга» о жизни Стивена Хокинга.

## Биография
Йоуханн Йоуханнссон родился и вырос в Рейкьявике. В университете изучал иностранные языки и литературу. Музыкальную деятельность начинал как гитарист в коллективах, играющих инди-рок, а в 1999 году стал участником творческого объединения Kitchen Motors, занимающегося поддержкой музыкантов, которые работают на стыке разных музыкальных жанров. Тогда же основал группу Apparat Organ Quartet. Академическая музыка и эмбиент стали близки Йоуханну Йоуханнссону после знакомства с творчеством Брайана Ино и музыкантов его лейбла Obscure Records. В 2001 году Йоуханн принял участие в создании альбома Stranger Things британского певца Марка Алмонда.
Первый сольный альбом композитора Englabörn вышел в 2002 году. Это был сборник работ Йоуханнссона, написанных для театральной постановки под тем же названием. Он был выдержан в духе минимализма и был написан под влиянием творчества Эрика Сати, Луиса Томаса Хардина, Генри Пёрселла, а также электронных музыкантов лейбла Mille Plateaux.
Изданный в 2006 году альбом IBM 1401, A User’s Manual композитор посвятил своему отцу, который в своё время был одним из первых в Исландии компьютерных инженеров, пытавшихся создавать мелодии с помощью компьютеров. Звуки электромагнитного излучения первых примитивных компьютеров IBM, переведённые в слышимый диапазон, а также музыкальные записи отца, экспериментировавшего с техникой IBM и записывавшего свои работы на катушечный магнитофон, были использованы для написания композиций. В треке The Sun’s Gone Down And The Sky’s Turned Black Йоуханнссон использовал компьютеризированный вокал для записи отрывка из поэмы Дороти Паркер о неразделённой любви. Музыкальный критик Сэл Кинкумани в своей рецензии написал, что Йоуханн Йоуханнссон этой работой доказал, что с помощью компьютера «человек может моделировать абсолютно всё, даже человеческую душу».
В период с 2010 по 2016 годы работал в основном как кинокомпозитор. Но в 2016 подписал контракт на издание сольного альбома со студией Deutsche Grammophon. Orphée, первая сольная пластинка Йоуханнссона за 6 лет, появилась в результате знакомства автора с различными версиями легенд об Орфее.
Его единственная режиссёрская работа — Last and First Men (по мотивам произведения Олафа Стэплдона «Последние и первые люди») — вышла через два года после его смерти, премьера состоялась на 70-м Берлинском кинофестивале.
Скончался 9 февраля 2018 года в своей берлинской квартире. Причиной смерти названа передозировка кокаина на фоне лечения прописанными препаратами.

## Музыка для кино
Йоуханн Йоуханнссон широкой публике более известен как автор музыки к художественным и документальных фильмам. The Miners' Hymns — одна из самых известных его работ в документальном кино. Сборник композиций вышел отдельным диском, восьмым в сольной дискографии композитора, в 2011 году в результате сотрудничества с режиссёром Биллом Моррисоном. Фильм и музыка были посвящены забастовкам британских шахтёров 1984—1985 годов
Премьерное исполнение музыки к документальной ленте прошло в 2010 году в Даремском соборе. Позднее, после лондонской премьеры, обозреватель The Guardian Фиона Мэддокс дала саундтреку пять баллов из пяти и написала в своей газете, что «знакомство исландского минималиста и американского режиссёра с горькой страницей современной британской истории вылилось в итоге в работу, настолько же не поддающуюся классификации, насколько незабываемую».
В 2012 году за музыку к фильму «Тайна» китайского режиссёра Лу Йе получил «Золотую лошадь». А в 2014 году за музыку к фильму «Вселенная Стивена Хокинга» был награждён премией «Золотой глобус»
Композитор писал музыку и для рекламы. Так, его работа звучит в рекламном видеоролике пива «Балтика» 2015 года: «Близкие — вся страна».

## Творчество

### Фильмография
| Год  | Название фильма                           | Награды/Номинации |
| ---- | ----------------------------------------- | --- |
| 2008 | Шалопаи (анимационный фильм)              | |
| 2012 | Тайна                                     | Награда: премия «Золотая лошадь»; Номинация на Азиатскую кинопремию в категории «Лучший саундтрек» |
| 2013 | Пленницы                                  | |
| 2014 | Вселенная Стивена Хокинга                 | Награда: Премия «Золотой глобус» за лучшую музыку к фильму; Номинация на премию «Оскар» за лучшую музыку к фильму; Номинация на премию BAFTA за лучшую музыку к фильму; Номинация на премию «Грэмми» за лучший саундтрек для визуальных медиа |
| 2015 | Убийца                                    | Номинация на премию «Оскар» за лучшую музыку к фильму; Номинация на премию BAFTA за лучшую музыку к фильму |
| 2016 | Песня о любви                             | |
| 2016 | Прибытие                                  | Номинация на премию «Золотой глобус» за лучшую музыку к фильму; Номинация на премию BAFTA за лучшую музыку к фильму |
| 2017 | Бегущий по лезвию 2049 (не вошла в фильм) | |
| 2018 | Гонка века                                | |
| 2018 | Мария Магдалина                           | |
| 2018 | Мэнди                                     | |

### Сольные альбомы
- Englabörn (2002, Touch)
- Virðulegu Forsetar (2004, Touch Music)
- Dís (2004, 12 Tónar, в Исландии; 2005, The Worker's Institute, в США)
- IBM 1401, A User’s Manual (2006, 4AD)
- Englabörn (переиздание) (2007, 4AD)
- Fordlandia (2008, 4AD)
- And In The Endless Pause There Came The Sound Of Bees (2009, NTOV)
- The Miners' Hymns (2011, FatCat)
- End of Summer (2015, Sonic Pieces)
- Orphée  (2016, Deutsche Grammophon)[16]

### Синглы
- The Sun’s Gone Dim And The Sky’s Turned Black (2006, 4AD)

### Музыка к фильмам, изданная на отдельных дисках
- Dís (2004, 12 Tónar, в Исландии; 2005, The Worker’s Institute, в США)
- Free The Mind (2012, NTOV)
- Copenhagen Dreams (2012, 12 Tónar)
- Prisoners (2013, WaterTower Music)
- McCanick (2014, Milan Records)
- I Am Here (2014, Ash International)
- The Theory of Everything (2014, Back Lot Music)
- Sicario (2015, Varèse Sarabande)
- Arrival (2016, Deutsche Grammophon)
- The OA (2016, The Rocket Builder (Lo Pan!) 4AD)